# Season Finale (álbum)
Season Finale es un álbum recopilatorio del ex dúo Héctor & Tito, es una colección de canciones previas de su carrera como dúo y como solistas. Publicado el 16 de agosto de 2005 bajo los sellos discográficos V.I. Music, Machete Music y Universal Music Group en un formato CD+DVD.

## Lista de canciones
1. Si Estoy Fácil
2. Pégate (con Don Omar)
3. Guata Gatas
4. Que Tu No Te Atreves
5. Felina
6. Tu y Yo
7. Duelo
8. Vamos A Matarnos En La Raya
9. Baila Morena (Eliel Remix) (con Glory & Don Omar)
10. Gata Celosa (con Magnate & Valentino)
11. Yo Te Buscaba
12. Bailame
13. Ellos Tiran
14. Por Eso Yo Ando Solo
15. Acabando

## DVD
- Ay Amor
- Yo Te Buscaba/Duele
- Morena
- Felina
- Video Mix